# James D. Halsell
James Donald Halsell, Jr. est un astronaute américain né le 29 septembre 1956.

## Accident de la route mortel
Le 6 juin 2016, l'astronaute heurta par l'arrière une Ford Fiesta et tua deux jeunes filles dont la ceinture de sécurité n'était pas attachée. Il a été inculpé d'homicide volontaire (murder) car la police de l'État affirmait qu'il était probablement sous l'emprise de l'alcool puis fut libéré sous caution,,.
Il a plaidé coupable pour homicide involontaire. D'après son avocat, les médicaments Ambien / Zolpidem à effet somnifères seraient impliqués.[réf. nécessaire]

## Vols réalisés
- Columbia STS-65 (1994), pilote
- Atlantis STS-74 (1995), pilote
- Columbia STS-83 (1997), commandant
- Columbia STS-94 (1997), commandant
- Atlantis STS-101 (2000), commandant.